# غوميز بيريرا
غوميز بيريرا (بالإسبانية: Gómez Pereira)‏ (و. 1500 – 1567 م) هو طبيب، وفيلسوف إسباني، ولد في ميدينا ديل كامبو، توفي عن عمر يناهز 67 عاماً.

## التعليم
تعلم في جامعة سلامنكا.